# Jardim Europa (Teresópolis)
Jardim Europa é um bairro de Teresópolis, cidade localizada no interior do estado do Rio de Janeiro.

## Demografia
De acordo com o Instituto Brasileiro de Geografia e Estatística (IBGE), sua população no ano de 2010 era de 561 habitantes, sendo 309 mulheres (55.1%) e 252 homens (44.9%), possuindo um total de 223 domicílios.

## Referencias
1. ↑  Instituto Brasileiro de Geografia e Estatística (IBGE) (16 de novembro de 2011). «Sinopse dos dados - Setor: 330580205000098 - Jardim Europa». Consultado em 17 de abril de 2015